# Nagykikinda
Nagykikinda (szerbül Кикинда / Kikinda, a II. világháború végéig Велика Кикинда / Velika Kikinda, németül: Groß-Kikinda, románul: Chichinda Mare) város és község (járás) Szerbiában, a Vajdaságban, a Bánságban. Az Észak-bánsági körzet közigazgatási központja. Népessége 2011-ben 37 676 főt tett ki.

## Nevének eredete
Neve a magyar kökény főnévből származik.

## A község (járás) települései
Nagykikindán kívül a községhez (járáshoz) még 9 település tartozik (zárójelben a település szerb neve szerepel):
- Basahíd (Bašaid)
- Bánátnagyfalu [Szenthubert és Szentborbála és Károlyliget] (Banatsko Veliko Selo)
- Homokrév (Mokrin)
- Nákófalva (Nakovo)
- Szaján (Sajan)
- Tiszahegyes (Iđos)
- Torontáloroszi (Rusko Selo)
- Torontáltószeg (Novi Kozarci)
- Töröktopolya (Banatska Topola)

## Története
1423-ban Nagkeken néven említi oklevél.
A középkori település a török korban elpusztult. 1751–1753 között délről érkezett szerb határőrökkel telepítették újra.
A pozsareváci béke után elvesztette határőr-település arculatát és a szerbek mellé nagyszámú magyar és német telepes érkezett. 1774-ben önálló közigazgatási egység, a nagykikindai kerület központja lett. 1848. április 14-én véres népfelkelés volt a városban. 1849. március 23-án itt verte szét Perczel Mór csapata a szerb felkelőket.
Az 1876-os megyerendezés során Nagykikindát a teljes nagykikindai kerülettel együtt Torontál vármegyéhez csatolták.
1910-ben 26 795 lakosából 14 148 fő szerb, 5968 magyar, 5855 német, 436 román és 219 fő cigány volt.
1944 őszén itt működött a szerbek egyik gyűjtőtábora, ahol főként német és magyar foglyok százait kínozták és lőtték agyon.

## Helyi közösségek

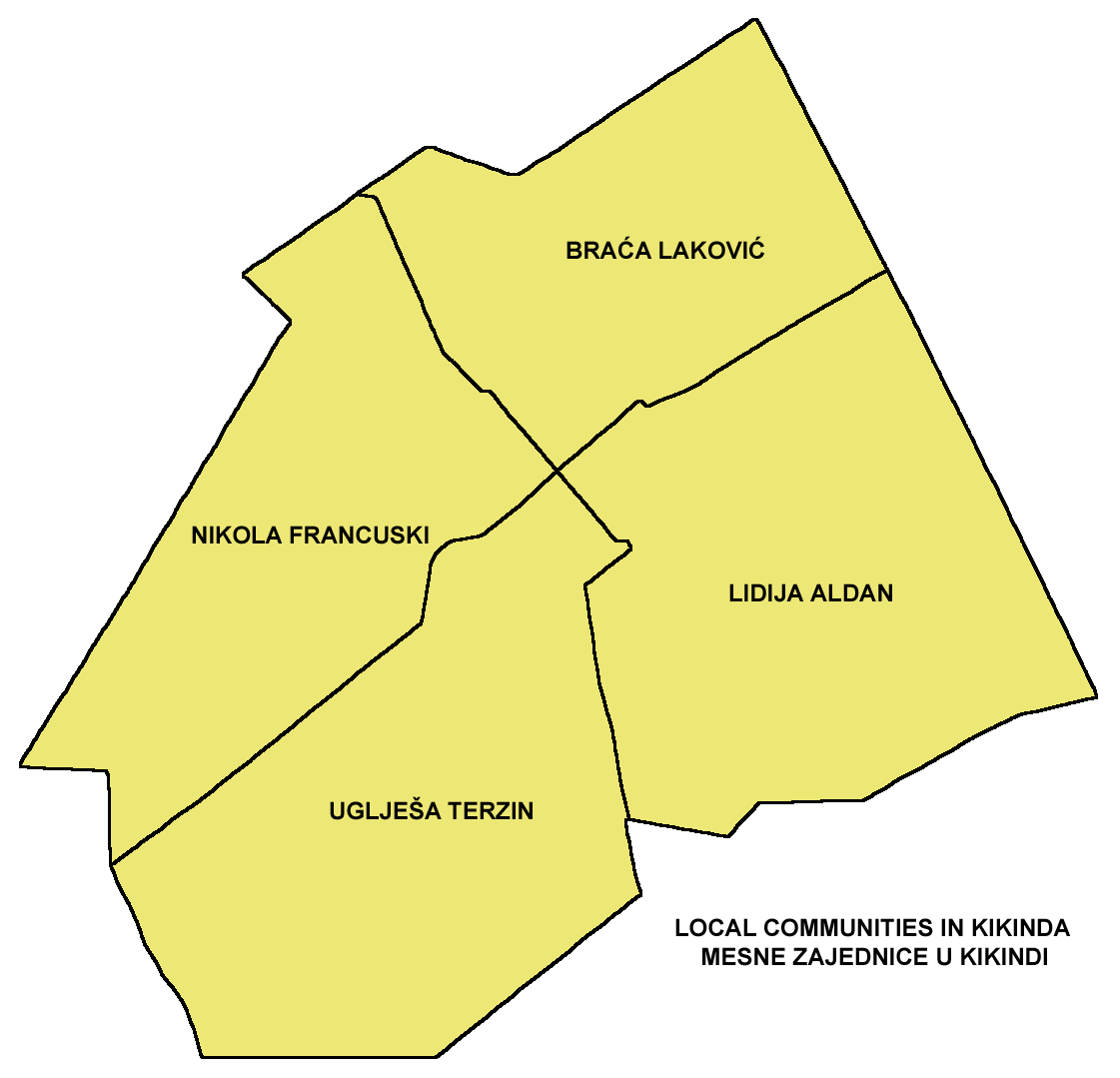
Nagykikinda helyi közösségei

- Braća Laković
- Lidija Aldan
- Nikola Francuski
- Uglješa Terzin

## Népesség

### Demográfiai változások
| 1948   | 1953   | 1961   | 1971   | 1981   | 1991   | 2002   | 2011   |
| ------ | ------ | ------ | ------ | ------ | ------ | ------ | ------ |
| 28 743 | 29 635 | 34 127 | 37 691 | 41 797 | 43 051 | 41 935 | 38 065 |

## Itt születtek
- 1852. április 16-án Alvinczy Sándor nyelvpedagógus, újságíró, író
- 1882-ben Zádor István festőművész, grafikus
- 1892. július 3-án Hajnal István történetíró, egyetemi tanár, az MTA tagja
- 1896. május 20-án Jeszenszky Árpád mezőgazdász, egyetemi tanár, a mezőgazdasági tudomány doktora
- 1898. május 17-én Geleji Sándor, kétszeres Kossuth-díjas kohómérnök, egyetemi tanár, az MTA tagja, a képlékeny alakítás elméletének nemzetközi szinten is kiemelkedő művelője
- 1899. június 26-án Benkő Jenő vegyész, aranydiplomás közgazda, újságíró, szerkesztő
- 1902. április 27-én Vaszkó Erzsébet magyar festő és alkalmazott grafikus
- 1925. november 22-én Hadik Gyula szobrászművész
- 1949. október 31-én Ábrahám Irén színművésznő

## Látnivalók
- Itt látható Európa két megmaradt, működőképes szárazmalmának egyike.

## Galéria

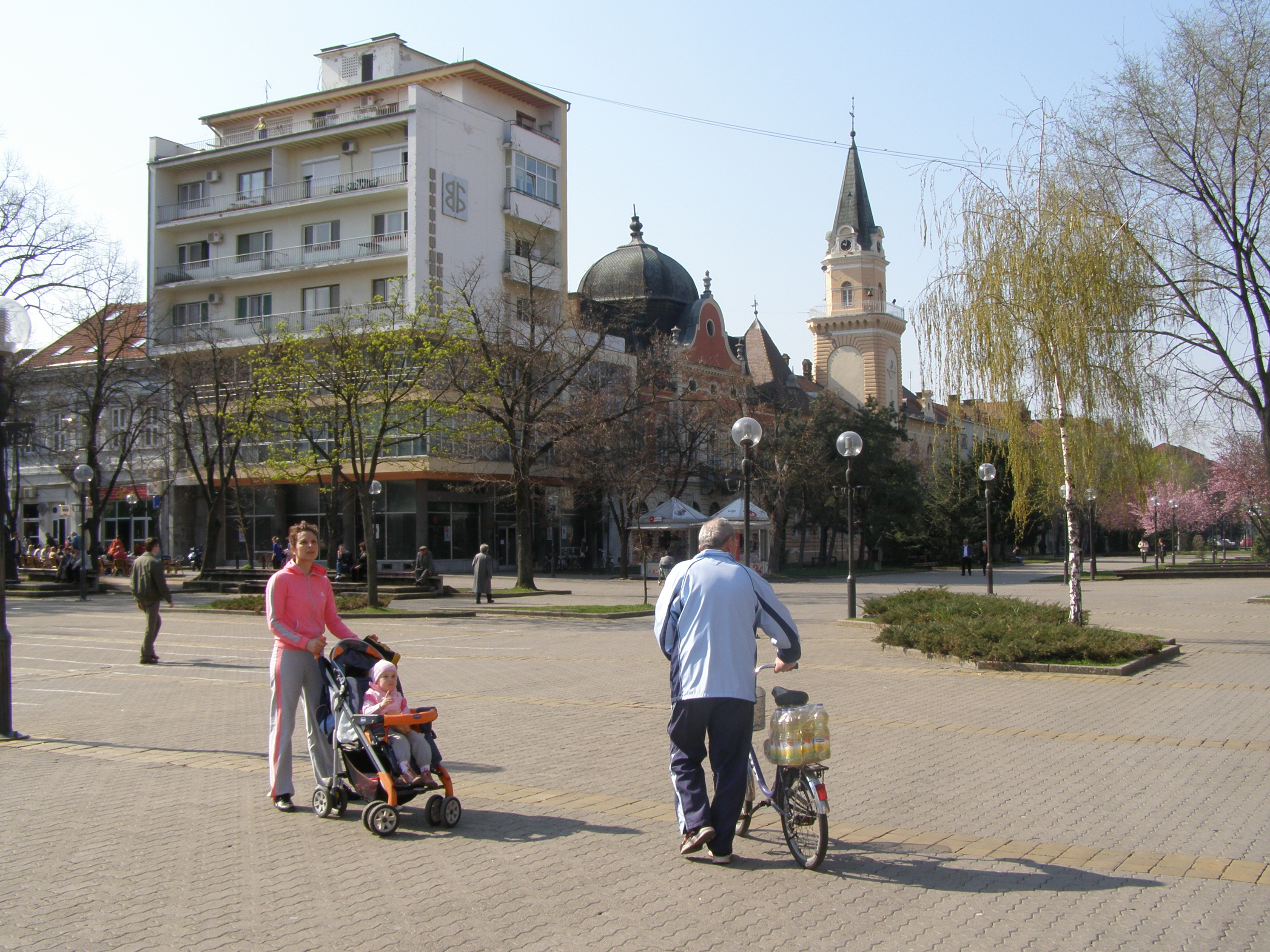
A Fő tér
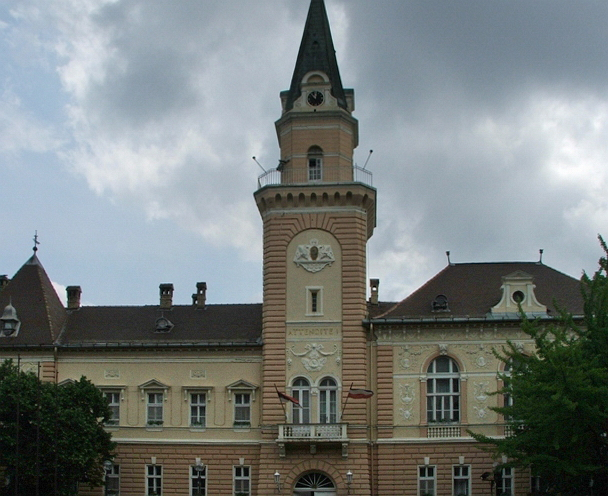
A városháza
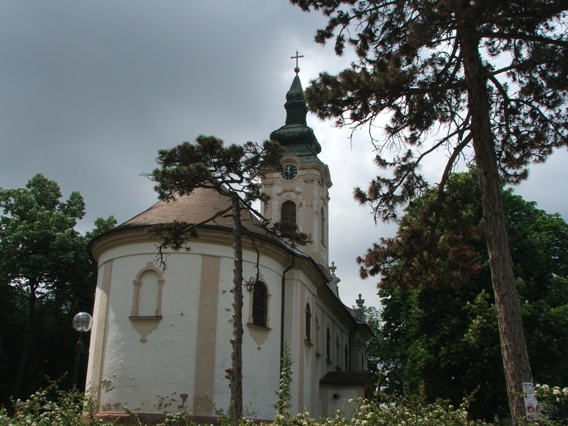
Az ortodox templom
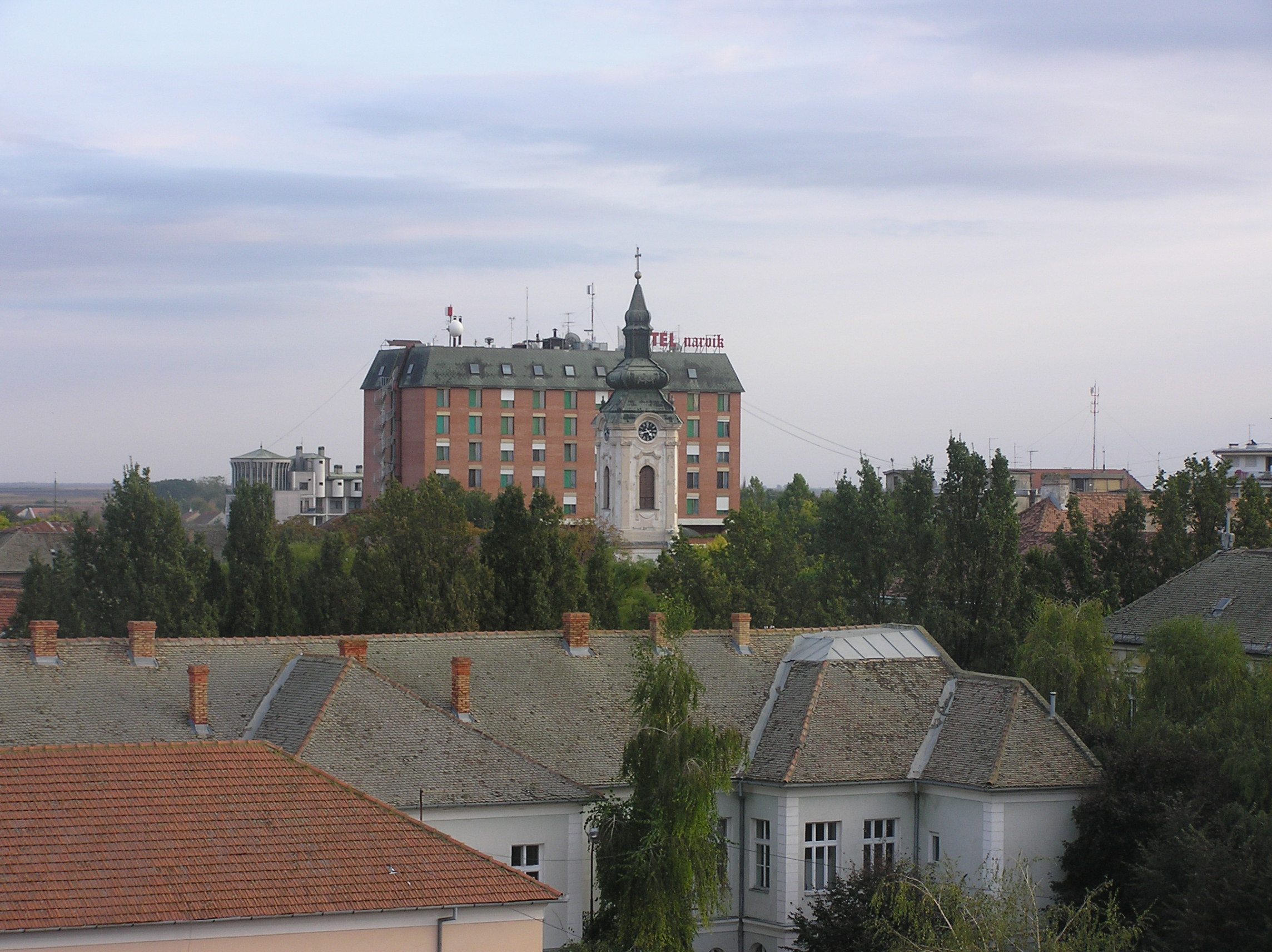
Nagykikindai panoráma